# Елдерсберг (Мериленд)
Елдерсберг (енгл. Eldersburg) насељено је место без административног статуса у америчкој савезној држави Мериленд.

## Демографија
По попису из 2010. године број становника је 30.531, што је 2.79 (10,1%) становника више него 2000. године.
| Група             | 2000.          | 2010.          |
| Белци             | 26.037 (93,9%) | 27.714 (90,8%) |
| Афроамериканци    | 880 (3,2%)     | 1.045 (3,4%)   |
| Азијати           | 263 (0,9%)     | 608 (2,0%)     |
| Хиспаноамериканци | 302 (1,1%)     | 681 (2,2%)     |
| Укупно            | 27.741         | 30.531         |